# 保邦县
保邦县是越南平阳省下辖的一个县。

## 地理
保邦县北接平福省真诚市社，南接𤅶葛市和北新渊县，东接富教县，西接油汀县。

## 历史
2013年12月29日，𤅶葛县以1市镇7社析置𤅶葛市社，并更名为保邦县；保邦县下辖来渊社、隆原社、来兴社、储文措社、核长二社、新兴社、兴和社7社。
2018年7月11日，来渊社改制为来渊市镇。

## 行政区划
保邦县下辖1市镇6社，县莅来渊市镇。
- 来渊市镇（Thị trấn Lai Uyên）
- 核长二社（Xã Cây Trường II）
- 兴和社（Xã Hưng Hòa）
- 来兴社（Xã Lai Hưng）
- 隆原社（Xã Long Nguyên）
- 新兴社（Xã Tân Hưng）
- 储文措社（Xã Trừ Văn Thố）